# Péniche
Pour les articles homonymes, voir Péniche (homonymie).
Une péniche est un type de bateau de transport fluvial, adapté, selon les voies d'eaux, notamment au gabarit Freycinet, gabarit breton, ou autres  pour le transport de marchandises, sèches ou humides, stockées dans une cale non spécialisée, accessible et couverte par des panneaux coulissants ou amovibles (les panneaux d'écoutilles). À l'origine la coque construite en bois et halée ou tractée, a évolué vers la construction métallique d'abord rivetée puis soudée avec la motorisation embarquée.
Dans le petit monde de la batellerie et du transport fluvial, on préfère au terme « péniche » le mot plus générique : bateau. La distinction se fait ensuite entre pousseur, barge et automoteur selon la motorisation et le rôle du bateau. Le terme péniche, apparu à l'origine (1804) pour désigner une petite barge ou l'annexe d'un bateau militaire, et répandu dans la batellerie à l'époque des bateaux halés, ne s'applique dans le grand public aux automoteurs que par un contresens.
Le terme péniche ne désigne pas spécifiquement un bateau à fond plat : tous les bateaux automoteurs modernes en acier sont à fond plat, si l'on considère leur fond au sens strict. Le fait d'avoir des bouchains ronds n'est pas non plus une distinction entre bateaux fluviaux et bateaux de mer : les péniches du XIXe et début du XXe siècle avaient souvent des bouchains ronds. Sur tout bateau en acier, la présence d'une quille ne s'impose plus pour des nécessités de construction (alors qu'elle était un élément essentiel de la structure des bateaux en bois) pas plus que celle d'une étrave ou d'un étambot, qui n'ont longtemps demeuré que par habitude ou tradition (l'étrave ou l'étambot d'un bateau moderne sont des "zones" mal délimitées tandis que celles d'un bateau en bois étaient des pièces bien précises). Quant au rôle de stabilisateur de la quille, il n'existe que sur les bateaux à voile. Pour compenser l'effort latéral du vent sur la voilure, une importante surface immergée est nécessaire. Sur un automoteur, qui n'est pas soumis à cette force, un fond plat tient aussi bien la gîte qu'un fond rond, ce qu'il est facile de vérifier dans une baignoire avec un bol et une gamelle à fond plat.

## Historique

### Depuis le Moyen Âge
Depuis la fin du Moyen Âge, des bateaux de différents types selon les rivières, ancêtres des péniches, furent construits pour exploiter les chemins d'eau qu'étaient les rivières « calmes » et les canaux construits en premier lieu pour assécher les marais et joindre deux rivières entre elles (canal de Briare, 1642). De formes simples, portant des tonnages déjà intéressants (en comparaison avec la voie terrestre) en dépit de leur faible enfoncement, grâce à la poussée d'Archimède, ces bateaux permirent l'expansion économique de certaines zones grâce à la possibilité de faire voyager sans heurt et à moindre coût diverses denrées que l'absence de routes carrossables contraignait à ne satisfaire qu'un marché local. Ils pouvaient être de construction assez sommaire, ne devant faire qu'un voyage pour être détruits à l'arrivée et leur bois revendu comme bois de chauffe ou d'œuvre. Ces bateaux se nommaient, suivant leur origine et leur architecture, « marnois » (haute Seine, Marne, Yonne…), « gabare » (Charente, Dordogne, Sèvre), « chaland » (Loire) et son évolution le « gabarot » (Mayenne), « sisselande » (Saône et Rhône), « courpet » (Dordogne), « chalibardon » (Adour), « sapine » (Loire et Allier), etc. (La liste complète est quasiment impossible à dresser, même sur la France seule).
L'appellation « péniche » est impropre pour désigner ces bateaux. Le mot viendrait de « pinasse » (bateau fabriqué en pin) qui aurait transité par l'Angleterre en devenant alors « pinace » dont la prononciation aurait donné « péniche ». Le conditionnel est de rigueur.

### Gabarits Becquey et Freycinet
Divers gabarits furent expérimentés en fonction des écluses équipant les canaux construits jusqu'à la fin du XIXe siècle. Les plus standardisés furent alors le gabarit « Becquey » (1822. Écluses de 30,40 × 5,20 m, mouillage 1,60 m, hauteur libre 3 m), supplanté en 1879 par le gabarit Freycinet déterminé par les dimensions de la péniche dite « flamande » ou « spits » : écluses de 39,50 × 5,20 m, mouillage 2,20 m, hauteur libre 3,70 m adoptées et imposées par la réforme Freycinet de 1879
La péniche traditionnelle la plus courante, en bois et dite ainsi gabarit Freycinet, mesure 38,50 m de long sur 5,05 m de large. Selon son origine et sa morphologie, elle peut être une « bélandre », un « alsacien », un « spits » ou une « flamande ».
Il existait et il existe toujours des ports fluviaux adaptés, voir Port Longuet.

### Terme galvaudé
Pour les puristes, seul mérite le nom de « péniche » ce dernier type de bateau au gabarit Freycinet. On remarquera d'ailleurs que le mot « péniche » n'est pas employé par les mariniers qui disent « un bateau », « un trente-huit mètres » ou « un automoteur. » Autrefois, du temps où tous les bateaux n'étaient pas motorisés, on distinguait les « tractés » ou « tractions », qui étaient encore halés, et les « moteurs ».
Si l'emploi du mot péniche peut être toléré pour des bateaux de type tjalk, luxmotor, aak (qui furent et sont encore pour certains des bateaux de transport hollandais) ou automoteur de rivière, il ne saurait être question de l'appliquer aux petits bateaux de plaisance, dont l'appellation officielle est « coche de plaisance » : les différences entre ces deux types d'embarcations sont comparables à celle existant entre, par exemple, un semi-remorque et un camping-car. Dans le doute, le terme « bateau » reste celui qui est le plus approprié. Le terme « péniche » est impropre pour désigner par défaut un bateau de transport fluvial.

### Durant les guerres
Lors de la Première Guerre mondiale, l'armée française a fait construire des canonnières fluviales et aménager des « péniches-canons » armées d'un canon de marine de 138 ou 165 mm, ; elle a aussi procédé à l'aménagement de péniches hôpitaux.

## Modes de traction

### Traction animale et humaine
Avant d'être motorisées, les péniches étaient tractées le long des chemins dits de halage par des hommes qui tiraient à deux ou trois à l'aide d'un harnais appelé « bricole », avant que, le gabarit et par conséquent le tonnage augmentant, il fut nécessaire de confier ce travail à des animaux (chevaux, ânes ou mulets), et dans certaines régions du sud de la France, des bœufs. Sur les petits canaux, comme celui de Berry, par exemple, il n'était pas rare que le marinier tire son « berrichon » (60 tonnes de fret) en même temps que l'âne ou le mulet alors que sa femme était au(x) timon(s).
Par comparaison, un homme seul peut déplacer une péniche avec un chargement, soit 300 tonnes à la vitesse de 700 à 800 mètres à l’heure, un attelage de deux chevaux peut déplacer une péniche du même poids à 2 kilomètres à l’heure.

### Motorisation

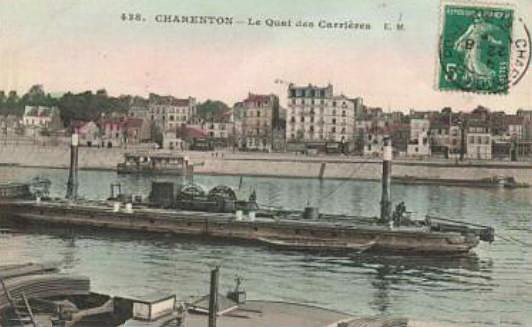
Toueur à Charenton-le-Pont, carte postale de 1908.

Des remorqueurs à roues à aubes ou à hélice font leur apparition fin XIXe. Mais à cause de l’encombrement de la machine à vapeur, ce type de bateau restera d’un usage limité aux services de messageries et ne peut lutter contre la concurrence de la batellerie halée.
Juste avant la 1re guerre mondiale des péniches sont motorisées. Certaines sont propulsées par des machines à vapeur ou électriques, et aussi au gazogène et gazole. Plusieurs ingénieurs se mettent en quête de fabriquer des dispositifs pour accélérer la vitesse des bateaux et les rendre plus maniables et autonomes.
Un ingénieur français, Francois Clément Béletre qui hérita comme son aïeul du ‘Chantier Béletre’, un atelier de fabrication de péniches établi au Veurdre (Allier) met au point le ‘gouvernail propulseur Béletre’ motorisé, dont le brevet est déposé le 17/7/1914 et testé en 1920. En juin 1919, il explique dans le journal "la machine moderne" qu'en prenant l'hypothèse que s'il reste en France 10 000 bateaux susceptibles de recevoir son système, on obtiendrait un tonnage fluvial de 3 millions de tonnes, et que son dispositif permettrait une vitesse commerciale trois fois plus grande que celle obtenue avec la traction animale. Son remarquable gouvernail propulseur est exposé au musée de la batellerie et des voies navigables de Conflans-Sainte-Honorine.
Dans le nord de la France, au début du XXe siècle, des halages furent faits par des locotracteurs électriques, circulant sur pneus puis sur rails, dans les zones à fort trafic pour augmenter le rendement de la voie d'eau. Dans le centre de la France, des tracteurs sur pneus de marque Latil travaillèrent à haler les bateaux des années 1930 jusqu'à la fin des années 1960, remplaçant les chevaux. Leur usage restera cependant limité.
Dans les passages délicats (tunnels) ou la navigation sur la Seine et le Rhône, les péniches assemblées en convois étaient remorquées par des bateaux motorisés (vapeur puis électrique) d'un type spécial, les toueurs, qui se halaient eux-mêmes, au moyen de deux cabestans horizontaux qui enroulaient la chaîne à bord, elle-même immergée dont les extrémités sont fixées à terre. Il existe encore deux toueurs en activité à Riqueval sur le canal de Saint-Quentin et l'autre à Mauvages sur le canal de la Marne au Rhin. Sur le canal de l'Aisne à l'Oise, le souterrain de Braye-en-Laonois était équipé de rails aériens. Un engin dénommé « Zinzin » tractait les bateaux pour la traversée. Le souterrain est aujourd'hui aménagé de puissants extracteurs pour les fumées ce qui permet la traversée libre pour les Automoteurs.
De bateaux remorqueurs à vapeur, puis à moteur diesel font leur apparition sur les grandes voies navigables. Les plus puissants peuvent tirer un « train » de 2 à 10 péniches. Des  compagnies spécialisées voient le jour dans ce domaine : Société Générale de Navigation Fluviale, Compagnie Fluviale des Transports et Remorquages, Compagnie de Navigation Le Havre-Paris-Lyon-Marseille, Union Normande, Compagnie pour la Navigation du Rhin, etc.
Dès les années 1930, les péniches motorisées se généralisent et sont souvent mues par un moteur diesel.
1950 voit l’émergence de la technique du poussage qui va se substituer au remorquage. Le bateau « pousseur » propulse devant lui une, voire plusieurs barges longues et plates, assemblées de manière rigide, constituant un unique bateau.
Plus tardivement (fin du XXe siècle) en Seine, sur le Rhône et l'Oise de puissants pousseurs peuvent déplacer des convois de barges, remplaçant les remorqueurs qui avaient succédé aux toueurs. La technique fut importée des États-Unis. Le premier pousseur en France appartenait aux établissements Lambert pour alimenter la cimenterie de Cormeilles-en-Parisis : son « Poussah » est utilisé en 1955.
En 1960, on motorise les bateaux neufs et on remplace ou on installe un ou des moteurs puissants sur des péniches plus anciennes : les marins « boostent » leurs embarcation pour diminuer leur délais de livraison et augmenter leur productivité. C'est à cette époque que la société Berliet se positionne parmi les principaux fournisseurs de moteurs diesel spécifiquement dédié aux bateaux.

## Types

### «Freycinet» en bois ou en fer
Selon l'enfoncement possible dans l'eau (canal ou fleuve), une péniche « Freycinet » peut porter de 250 à 350 tonnes de fret (elle-même pèse aux alentours de 50 tonnes). Compte tenu de la longueur des voyages et de l'habitabilité du bateau, l'équipage vit en général à bord, souvent en famille dans le logement du batelier.

### Bateaux automoteurs en fer
Les dernières péniches en bois ou en fer ont disparu après la Seconde Guerre mondiale, remplacées par des bateaux automoteurs en fer, de mêmes dimensions. Ces derniers sont parfois appelés eux aussi « péniches », mais de manière abusive dès qu'elles sont motorisées.
La motorisation a d'abord été peu puissante. Les premiers moteurs (souvent de marque Bolinder, monocylindres, puis plus tard Baudouin) ne développaient que 20 à 90 ch. Les plus récents bateaux sont équipés de moteurs développant une puissance de 200 à 450 ch, leur permettant de pousser une barge devant eux. À l'enfoncement maximum du gabarit actuel, un ensemble Automoteur + Barge peut alors emporter près de 700 tonnes.
Le contrôle du fret se fait en mesurant six points d'enfoncement autour du bateau (les échelles), d'abord à charge, puis à vide ainsi que, en même temps, le niveau de l'eau résiduelle dans les pics (locaux à l'avant et à l'arrière, pouvant servir de réservoir à ballast) et en reportant les mesures sur un diagramme de jauge (le certificat de jaugeage) qui donne le tonnage avec une précision satisfaisante.
À noter que, pour ne pas pénaliser le tirant d'eau, l'hélice se situe au-dessus du niveau du fond du bateau. Pour avancer lège (à vide), il est donc nécessaire, pour éviter la cavitation ou la ventilation de l'hélice, de ballaster partiellement sur l'arrière afin que l'hélice soit dans l'eau. Des dispositifs anti-cavitation ont bien été inventés, mais la manœuvrabilité (surtout en marche arrière) est alors diminuée.

### Bateaux de grand gabarit
Les grands bateaux naviguant sur les voies navigables principalement d'Europe centrale, du nord, de l'est et du sud-est (les fleuves ou rivières Rhin, Main, Danube etc. et les nombreux canaux à grand gabarit) mesurent actuellement entre 60 et 135 mètres de long pour une largeur de 8 à 15 mètres et un enfoncement de 3,50 mètres. Pourvus d'un moteur d'environ 1 000 à 2 000 ch, ils peuvent emmener 1 350 à 4 000 tonnes de fret. Équipés de radars, d'équipements de navigation de nuit, ils peuvent évoluer sans arrêt, en fonction de leur équipage, et couvrir ainsi des distances importantes dans des délais relativement courts. Le rapport carburant/fret/distances est alors imbattable. Le terme automoteur de rivière est le plus usité pour désigner ce type de bateau.

## Immobilisation de la péniche
L'amarrage consiste en une immobilisation du bateau de manière stable lors des périodes de stationnement.

## Usages spéciaux
- Beaucoup de passionnés transforment les péniches pour en faire des bateaux logements[4].
- Certaines péniches ont été transformées pour un usage de plaisance ou d'habitation, mais aussi d'hôtel, de restaurant ou de discothèque.
- Les péniches de mer sont construites plus solidement et peuvent faire du cabotage.
- Une péniche de débarquement est un bateau militaire à fond plat utilisé pour débarquer des troupes et du matériel sur les plages.
- Une péniche en Bretagne (bateau Donata) est également utilisée comme atelier de confection de vêtement polaire, magasin de vente directe et comme habitation.
- La péniche Louise-Catherine de Madeleine Zillhardt, amarrée à Paris, est aménagée en 1929 par Le Corbusier pour l'Armée du Salut afin d'en faire un centre pour les sans-abris[5].

## Galerie

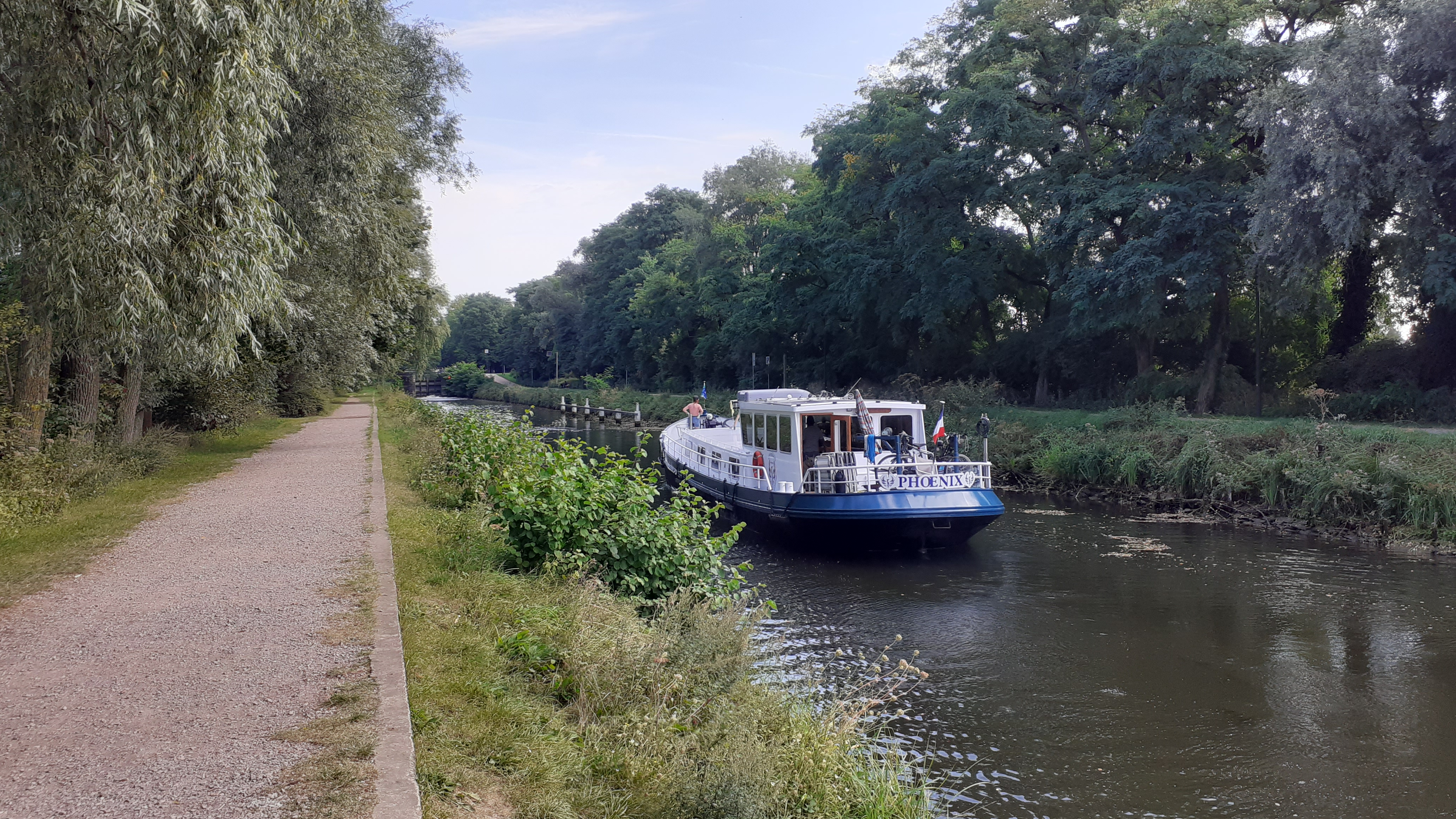
Péniche Le Phoenix à l'écluse du Plomeux à Wasquehal.
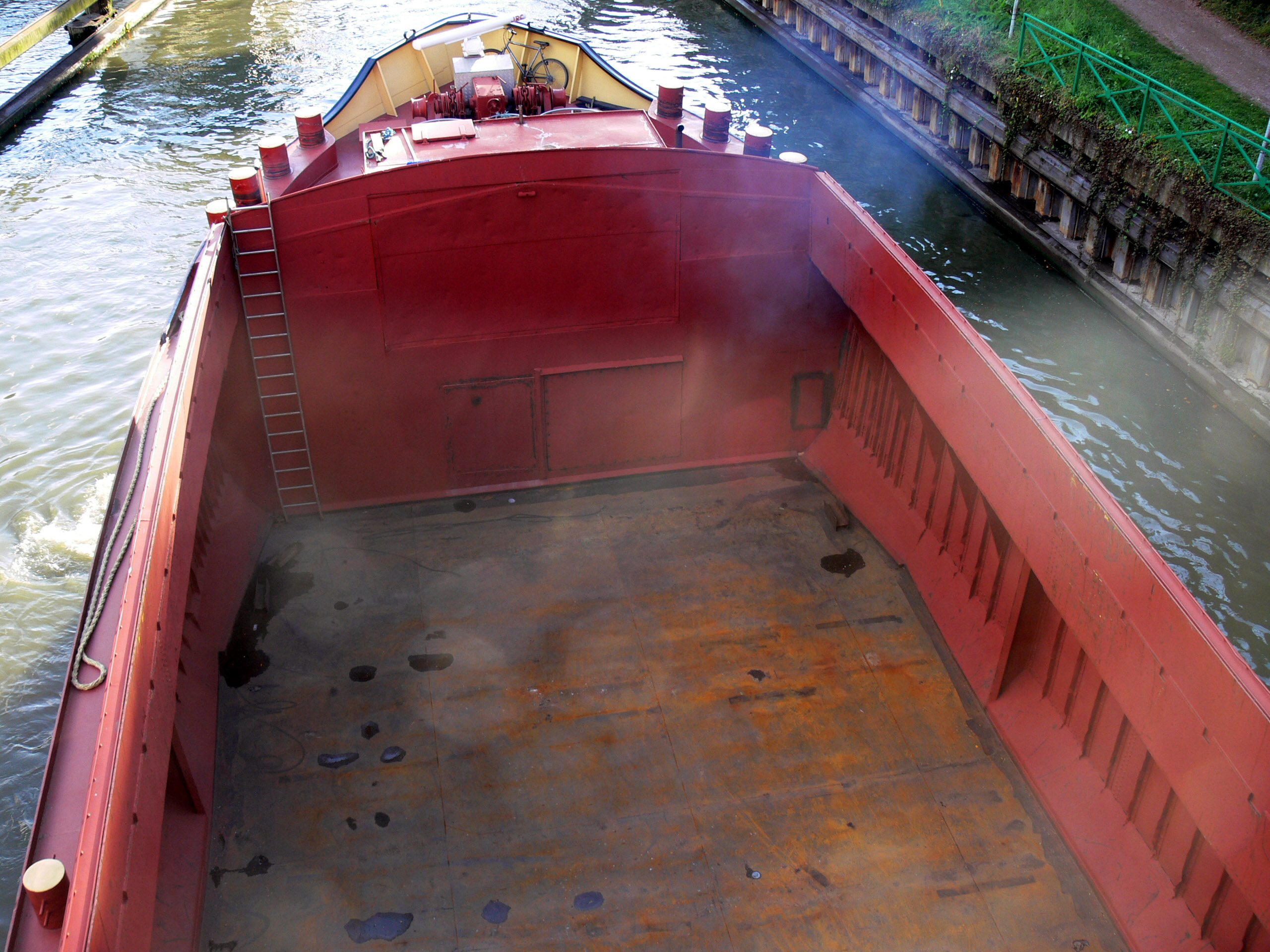
Cale avant d'une grande péniche pouvant accueillir du vrac ou des conteneurs.
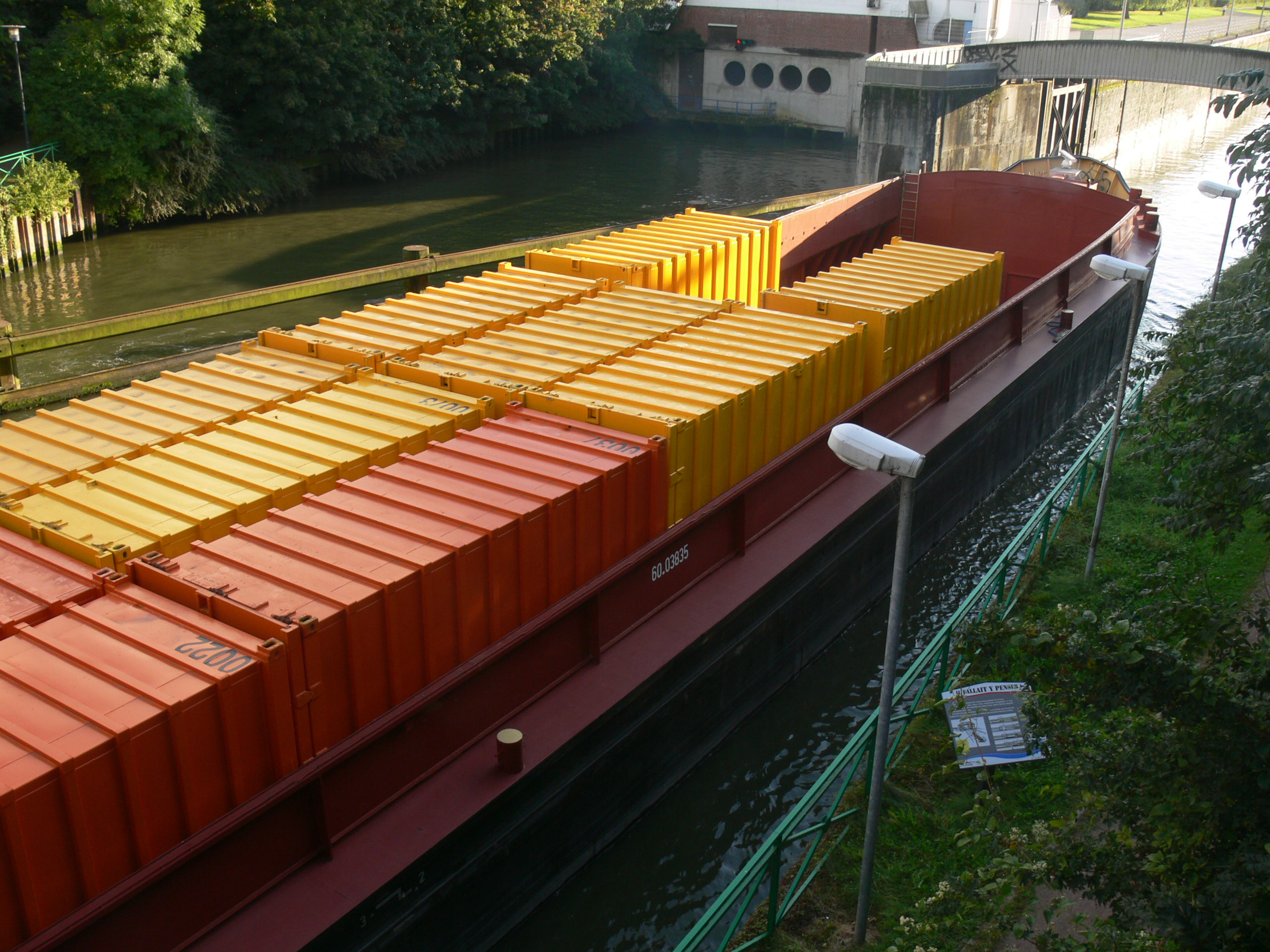
Transport multimodal de conteneurs.
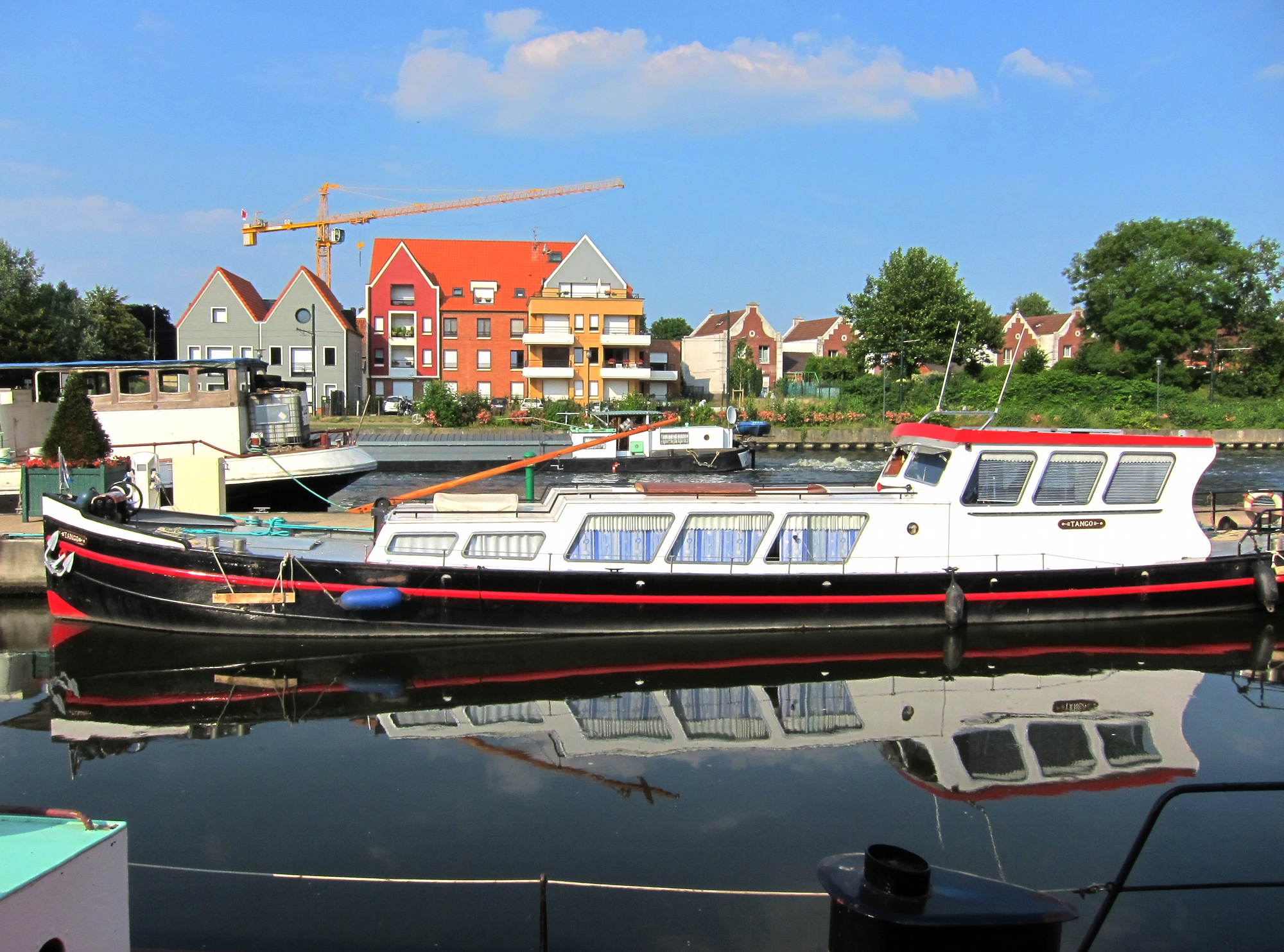
Bateau de plaisance à Wambrechies.

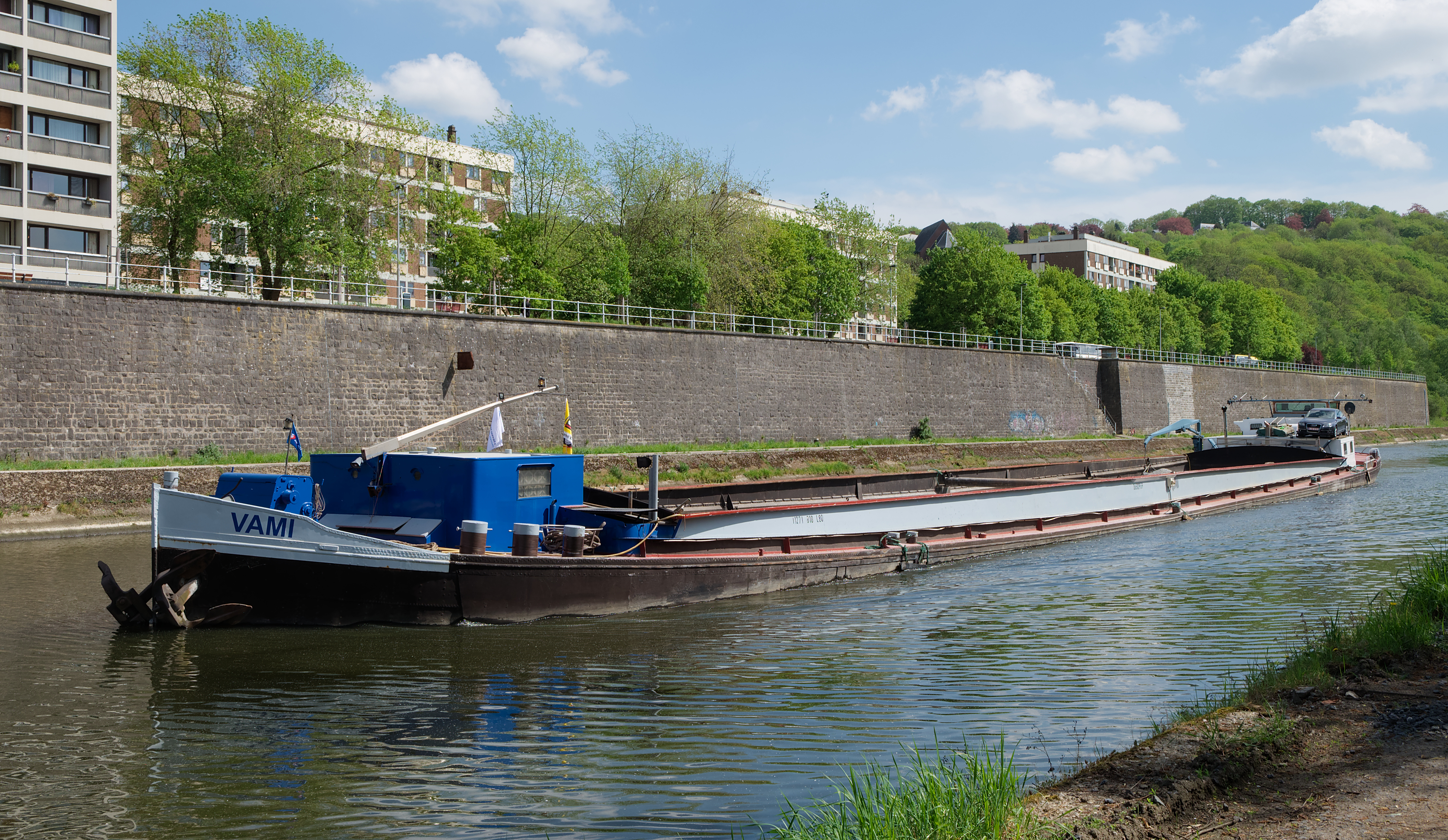
Péniche sur la Sambre à Namur, Belgique.
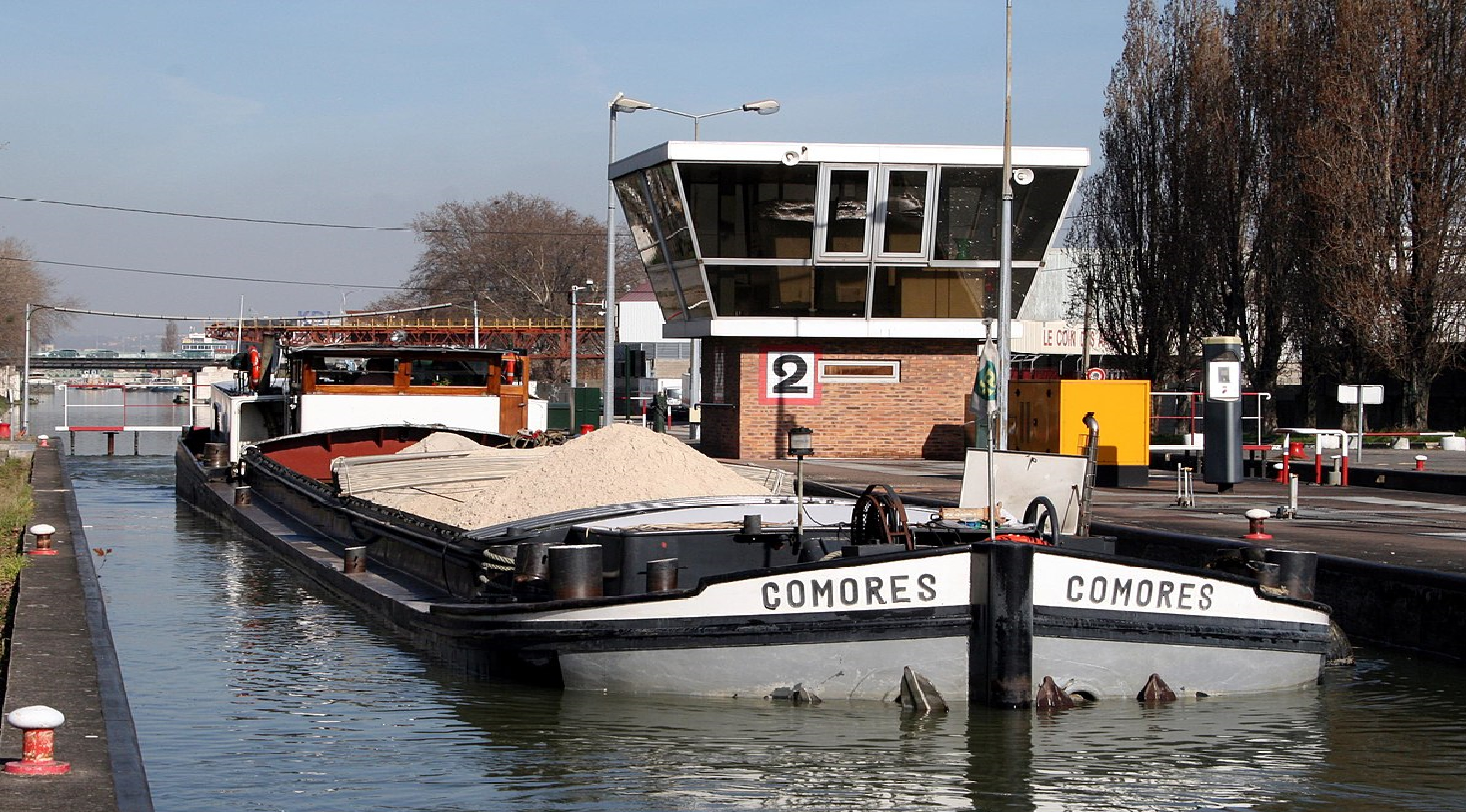
Péniche automotrice sur le canal Saint-Denis, à Paris.
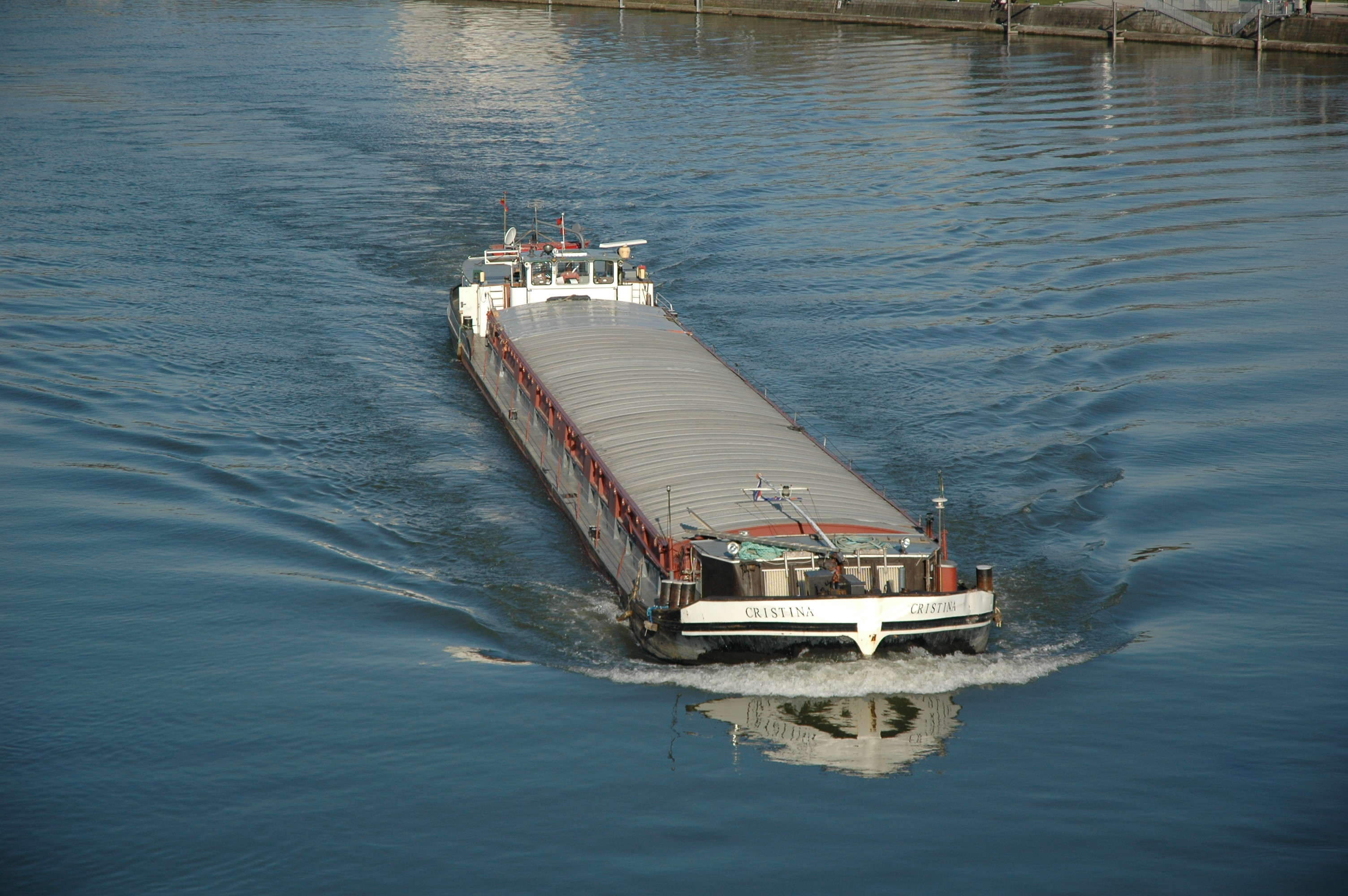
Automoteur Rhénan sur le Danube à Linz (Haute-Autriche).
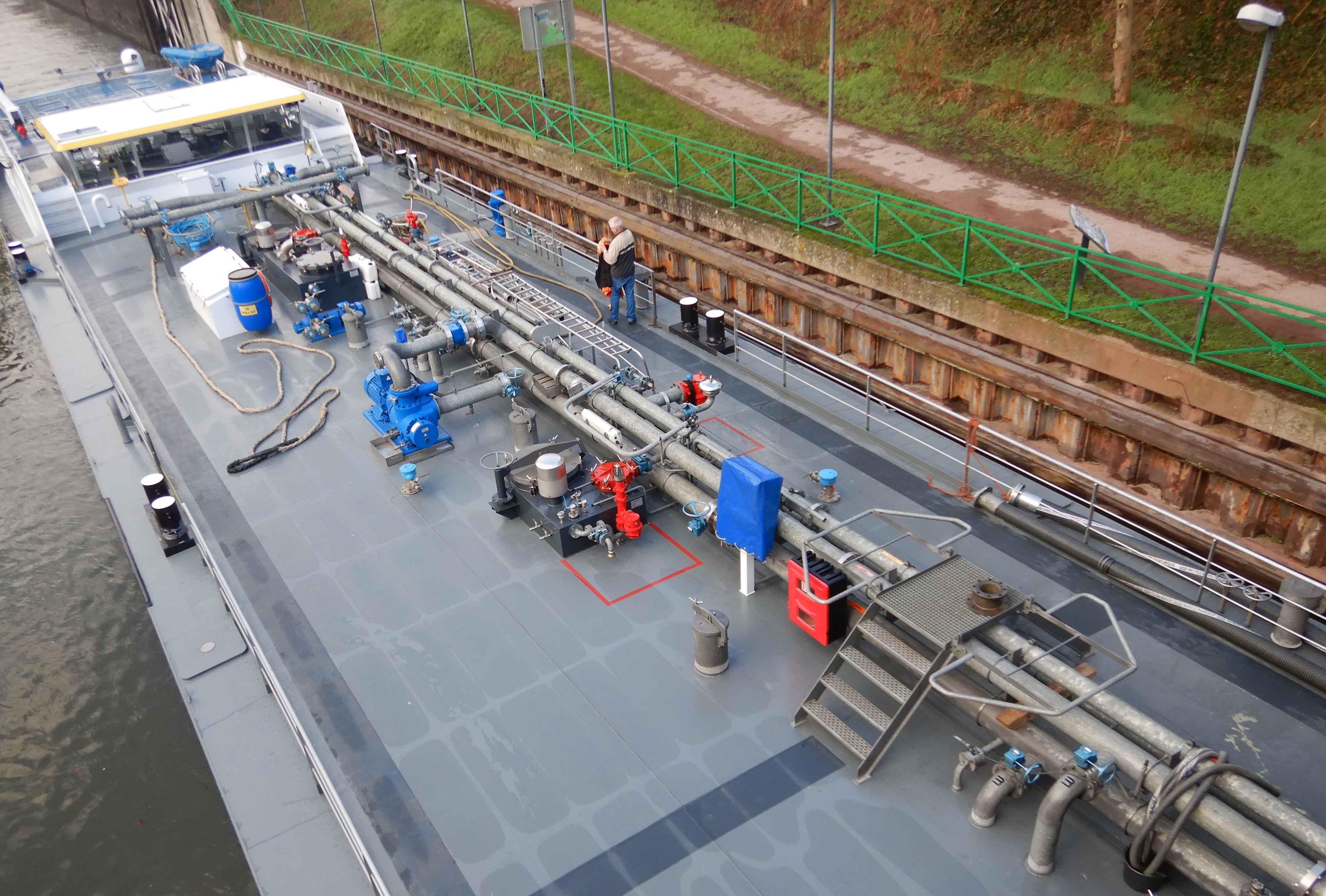
Péniche-Tanker Leny II, naviguant sous pavillon néerlandais.
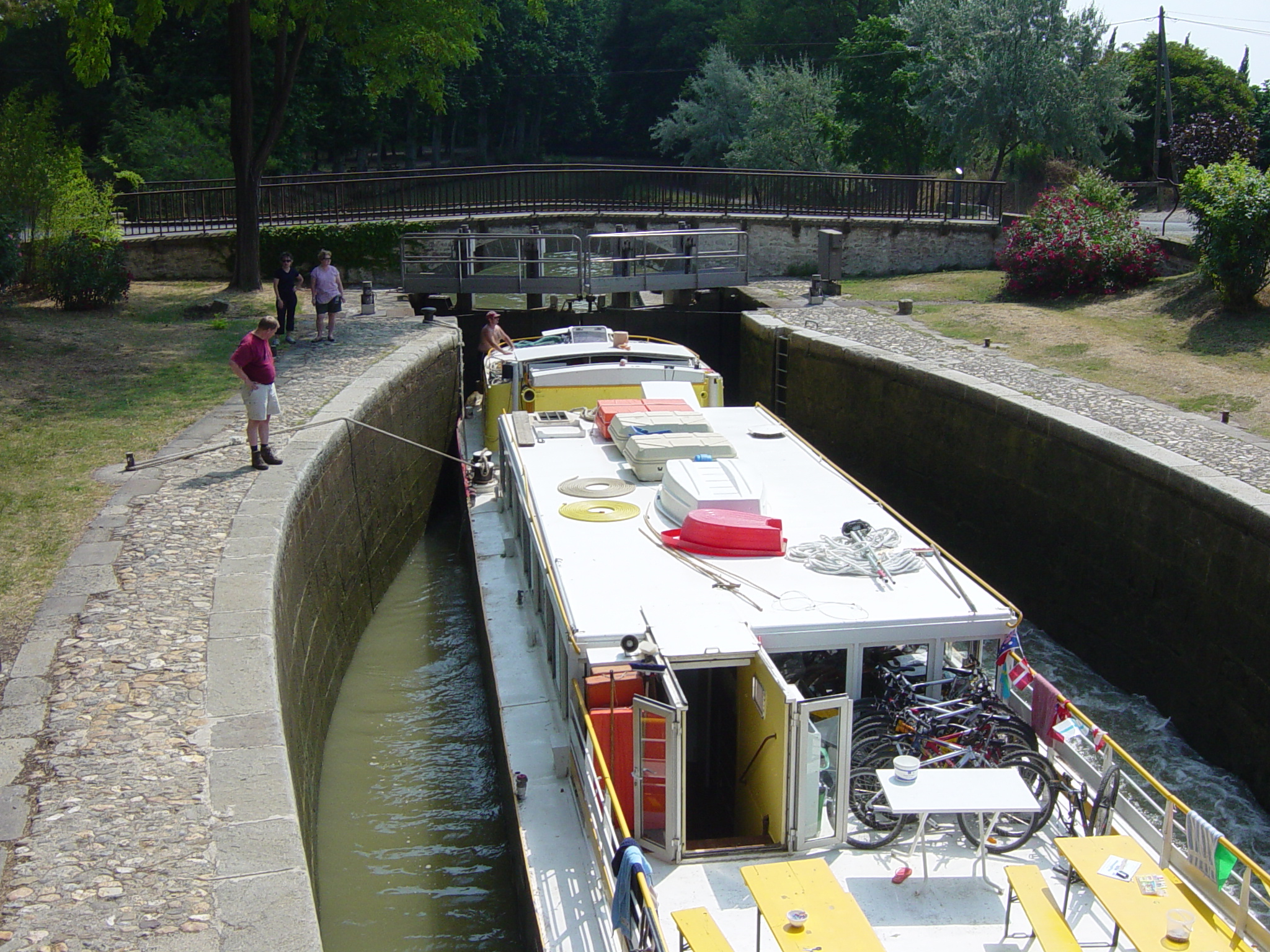
Péniche-hôtel dans le sas d'une écluse du canal du Midi.
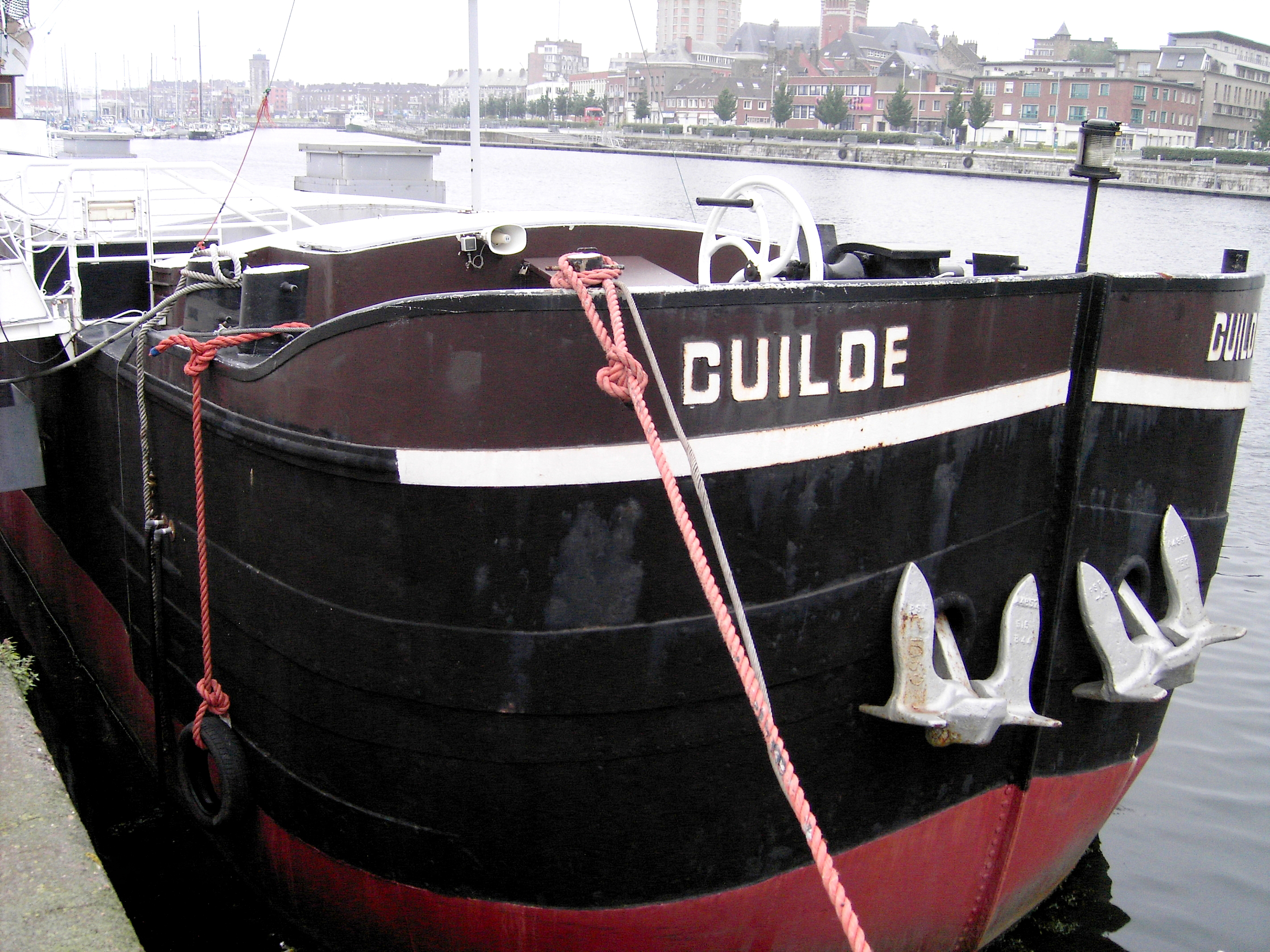
Bateau en fer au gabarit Freycinet, musée portuaire de Dunkerque.